# Rafales de Québec
Les Rafales de Québec sont une franchise de hockey sur glace ayant évolué dans la Ligue internationale de hockey de 1996 à 1998.

## Historique
L'équipe a été créée en 1996 à la suite de la vente des Knights d'Atlanta qui évoluèrent dans la LIH de 1992 à 1996. L'équipe fut transféré à Québec, mais des problèmes financiers obligèrent les dirigeants du club à cesser les activités de la franchise en 1998.

### Statistiques

Logo secondaire des Rafales de Québec.

| Saison    | PJ | V  | D  | DP | BP  | BC  | Pts | Classement                 | Séries éliminatoires                             |
| --------- | -- | -- | -- | -- | --- | --- | --- | -------------------------- | ------------------------------------------------ |
| 1996-1997 | 82 | 41 | 30 | 11 | 267 | 248 | 93  | 4e de la Division Nord     | 3-0 Cyclones de Cincinnati 2-4 Vipers de Détroit |
| 1997-1998 | 82 | 27 | 48 | 7  | 211 | 292 | 61  | 4e de la Division Nord-Est | Non qualifié                                     |

## Personnalités de la franchise
89 joueurs ont porté le maillots des Rafales de Québec. Neuf ont été présents au cours des deux saisons d'existence de l'équipe. Parmi eux Steve Larouche est celui qui a disputé le plus de parties avec 147 jouées. Il est également le meilleur buteur, passeur et pointeur avec 72 buts et 97 aides pour un total de 169 points. Le joueur le plus pénalisé est Serge Roberge avec 388 minutes passées sur le banc de pénalité.